# الأدب العربي الأمريكي

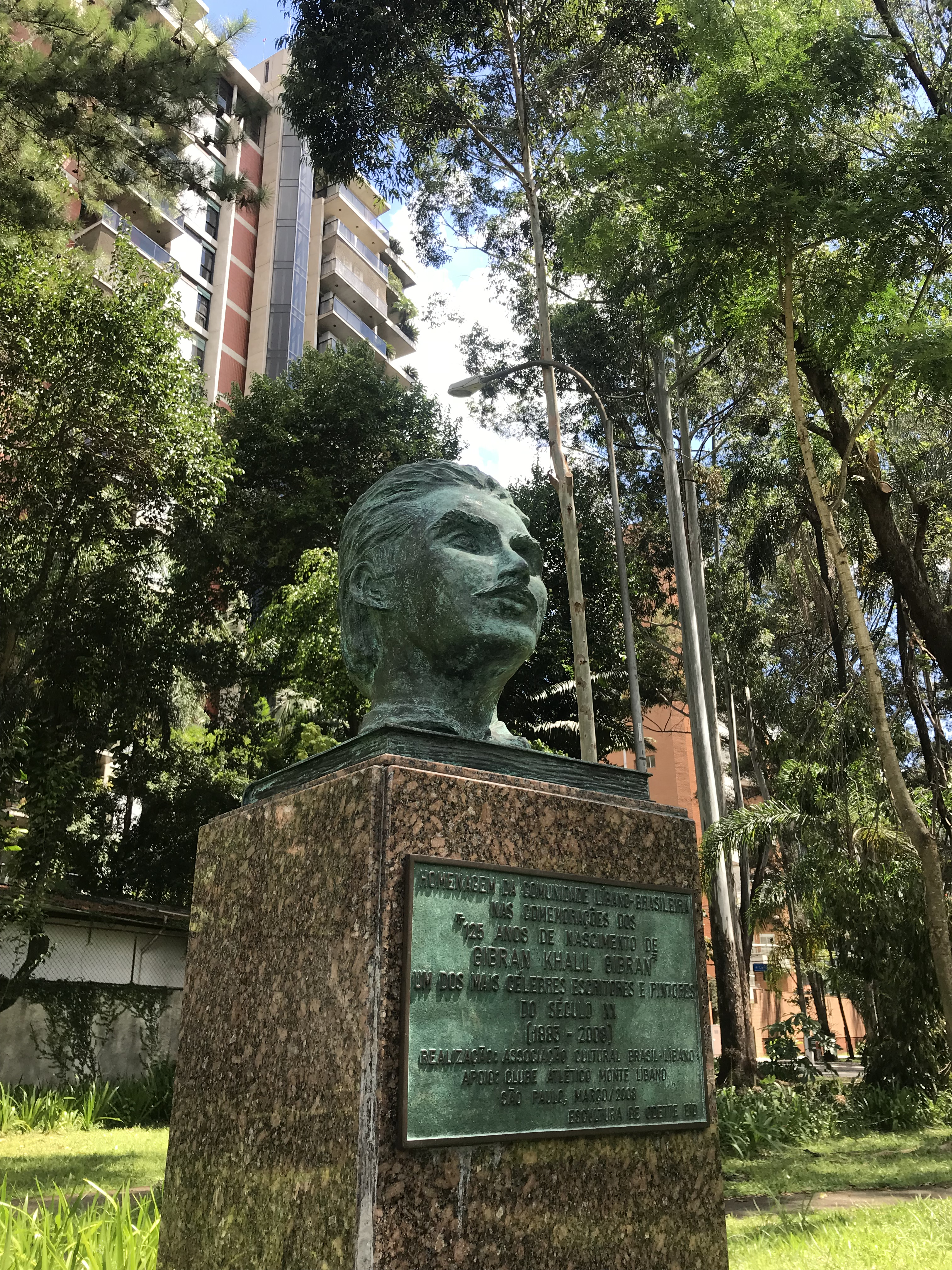

الأدب العربي الأمريكي (بالإنجليزية: Arab-American literature)‏ هو أدب أمريكي عرقي، ويتضمن أعمال أدبية لمؤلفين من أصول عربية يقيمون في الولايات المتحدة. بدأت العرب المغتربون بالظهور في أواخر القرن التاسع عشر، عندما انتقلت المجموعات العربية من الإمبراطورية العثمانية إلى أمريكا الشمالية. حدثت هذه الهجرة في ثلاث مراحل منفصلة، مع موضوعات ووجهات نظر مميزة وأسلوب ونهج للثقافة العربية متضمنة في الأدبيات التي أنشأتها كل مرحلة.
بشكل عام، الأدب من المراحل السابقة يتميز نضالات الاستيعاب واحتضان الهوية العربية في المجتمع الأمريكي، وعلى العكس من ذلك يتميز شعور بالانفصال عن الثقافة العربية لأجيال لاحقة ولدت في الولايات المتحدة. احتوت الأجيال اللاحقة أيضًا على موضوع العودة للوطن؛ العثور على هوية وسيطة تشمل جوانب من أصلها العربي وتربيتها في المجتمع الأمريكي وتحتفي بها.
كأدب عرقي، ليس من السهل فهم الأدب العربي الأمريكي المبكر للجماهير دون معرفة مسبقة بالثقافة العربية. فهي بالتالي تفتقر إلى وجود عالمي، وليست جزءاً من الخطاب الأدبي الكبير. يركز النقد الحديث على الأدب العربي الأمريكي على عدم وجود تحليل ونقد لهذا الأدب نفسه.
بعض المؤلفين المشهورين هم جبران خليل جبران وأمين ريحاني خلال الموجة الأولى من الهجرة (التي تسمى مجموعة المهجر)، فانس برجيلي وويليام بيتر بلتي للثاني، وديانا أبو جابر وسهير حماد في أمريكا العربية الحديثة. الأدب.